# 望祥海水浴场站
望祥海水浴場站（：／ Mangsang haesuyokjang yeok */?）是嶺東線沿線的一座鐵路車站，位於韓國江原特別自治道東海市望祥洞。

## 历史
- 2000年1月1日 - 落成使用[1]。

## 车站周边
- 望祥海水浴場
- 東海鯨化石博物館

## 相鄰車站
韓國鐵道公社
嶺東線
望祥－望祥海水浴場－玉溪